# Ford Ka ST
De Ford Ka ST is de vernieuwde versie van de Ford Ka, die in 2009 wordt geïntroduceerd.
Het nieuwe model wordt ontwikkeld in samenwerking met Fiat en zal worden gebouwd in Polen, in dezelfde fabriek waar de nieuwe Fiat 500 van de band rolt. De typenaam Ka wordt gehandhaafd: de nieuwe Ka heet dan Ka ST. Er zullen drie motoren beschikbaar komen: 1,2 liter & 1,4 liter benzine en een 1,5 liter diesel versie. De Ka ST komt in het voorjaar 2009 in de showrooms.